# August Leverkühn
August Otto Autor Leverkühn, auch Leverkuehn, (* 25. Oktober 1861 in Hannover; † 31. März 1927 in Lübeck) war ein deutscher Jurist, Abgeordneter und Autor.

## Leben

### Herkunft
August Leverkühn war ein Sohn des Geheimen Regierungsrates Carl Leverkühn und seiner Frau Louise, geb. Grisebach, einer Schwester von August Grisebach. Der Ornithologe Paul Leverkühn war sein Bruder.

### Laufbahn
Nach dem Besuch des Lyzeums I in Hannover studierte er Rechtswissenschaften an den Universitäten Leipzig und Göttingen. Sein Referendariat leistete er im Bereich des Oberlandesgerichts Celle; dann wurde er Assessor am Amtsgericht Hildesheim.
Zum 1. August 1890 wurde er als Richter an das Amtsgericht Lübeck berufen und 1908 zum Amtsgerichtsrat ernannt. Seit 1895 die Zuständigkeit für Vormundschaftssachen vom Stadt- und Landamt auf das Amtsgericht überging, war Leverkuhn dafür zuständig. Er war auch Vorsitzender der arbeitsrechtlichen Schiedsgerichte, des Gewerbe- und Kaufmannsgerichts.
Leverkühn war vielfältig kulturell und gesellschaftlich engagiert. Er war Mitglied der Lübecker Bürgerschaft (bis Juli 1903) und gehörte seit ihrer Gründung 1896 der Synode der Evangelisch-Lutherischen Kirche in Lübeck an, zuerst als Schriftführer, später auch als Vorsitzender. Als langjähriges Mitglied der Gesellschaft zur Beförderung gemeinnütziger Tätigkeit hielt er mehrfach Vorträge zu juristischen und wirtschaftlichen Themen.

### Familie
Er war verheiratet mit Ida, geb. Struckmann, der Tochter des Hildesheimer Oberbürgermeisters Gustav Struckmann. Das Paar hatte zwei Söhne und eine Tochter. Die Familie wohnte in der Schillerstraße 1a.

#### Karl Gustav

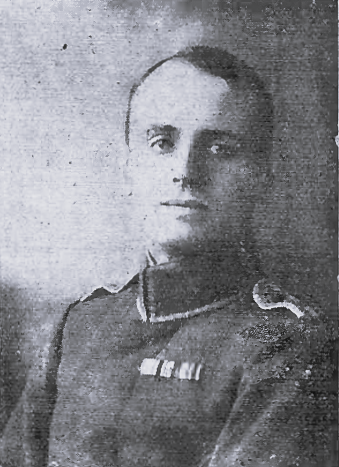

Karl Gustav wurde am 19. Juli 1892 geboren. Ostern 1911 verließ er das Katharineum als Erster aller um an den Universitäten Genf, Freiburg und Göttingen die Rechte zu studieren. Am 4. Juli 1914 bestand er in Celle die Referendarprüfung. Als er dann auf einer Reise bei seinem damals in München studierendem Bruder Paul war, wurden beide beim Kriegsausbruch von der Begeisterung ergriffen und traten als Kriegsfreiwillige bei dem 7. Chevaulegers-Regiment in Straubing, dem auch Max Erwin von Scheubner-Richter zugeteilt wurde, ein. Am 2. Dezember brach er von dort ins Feld auf. Als er im Frühjahr 1915 die Überzeugung, seinem Vaterland bei der Infanterie besser dienen zu können, gewann, trat er zum 21. Bayerischen Infanterie-Regiment über. Im Sommer 1915 wurden die Brüder zu einer unter andern von Scheubner-Richter kommandierten Expedition in die Türkei, mit der er bis nach dem nördlichen Persien gelangte, kommandiert. Hier war er an Sabotageaktionen beteiligt. Es oblag ihm auch als Eskadronsführer den kurdischen Reitern die deutschen Kavallerievorschriften einzuexerzieren und gelangte bei diesen zu einer eigenartigen Verehrung. Im Oktober 1916 kehrte er schwer an Malaria erkrankt aus dem Orient zurück und konnte erst im
Juli 1917 wieder ins Feld rücken. Von Schülerzeiten her künstlerisch, namentlich literarisch begabt und stark interessiert, hatte er mehr und mehr seine soldatischen Pflichten zur Hauptsache seines Denkens und Handelns werden lassen.
Nach schweren Verlusten übernahm er am 20. August 1917 die 2. Kompanie und führte sie 10 Monate. Die Kompanie wurde erst wieder in der Frühjahrsoffensive 1918, wo er das EK I erhielt, eingesetzt.
Im Morgengrauen den 20. Juni 1918 war ein Angriff von untergeordneter Bedeutung fast völlig abgeschlagen, als er an der Spitze einer kleinen Patrouille auf bisher verborgen gebliebene Engländer stieß. Eine Handgranate traf ihn tödlich. Bei seiner Grabrede wählte der Divisionspfarrer, ob wissentlich oder nicht, seinen Konfirmationsspruch: „Sei getreu bis an den Tod, so will ich dir die Krone des Lebens geben.“

## Literarisches
Leverkühn war schon früh schriftstellerisch tätig. In die Literaturgeschichte eingegangen ist er jedoch als gerichtlicher Vormund der Kinder des Senators Mann, darunter Thomas Mann, und als Namensgeber für dessen literarische Figur Adrian Leverkühn.
Als die Gesellschaft von Freunden der Lübecker Stadtbibliothek Thomas Mann an dessen 50. Geburtstag zum Ehrenmitglied ernannte, unterzeichnete Leverkühn als Vorsitzender die Urkunde.

## Auszeichnungen
- St. Alexander-Orden, Ritter[3]

## Schriften
- Inhalt und Auslegung des Hohen Liedes: Vortrag, gehalten in der Lübeckischen Schillerstiftung am 2. März 1892. Leipzig: Faber 1892
- Jugendgedichte. Leipzig: Avenarius 1900
- Dantes Pilgerfahrt durch das Jenseits. 1900
- Industrielle Ansiedelung: ein Beitrag zur Lösung der durch die Anlage eines Hochofenwerkes unweit Lübecks hervorgerufenen Fragen. Vortrag, geh. am 6. März 1906 in der Lübeckischen Gesellschaft zur Beförderung Gemeinnütziger Tätigkeit. Lübeck: Quitzow 1906
- Dantes Beatrice. Lübeck: Otto Quitzow 1925
- Jürgen Wullenwever: seine Handschrift und sein Bild in der Lübecker Stadtbibliothek. Lübeck: Gesellschaft von Freunden der Stadtbibliothek 1925